# Saïmiri
Saimiri · Sapajous, Singes-écureuils
Pour les articles homonymes, voir Sapajou et Écureuil (homonymie).
 (novembre 2011).
Sous-famille
Genre

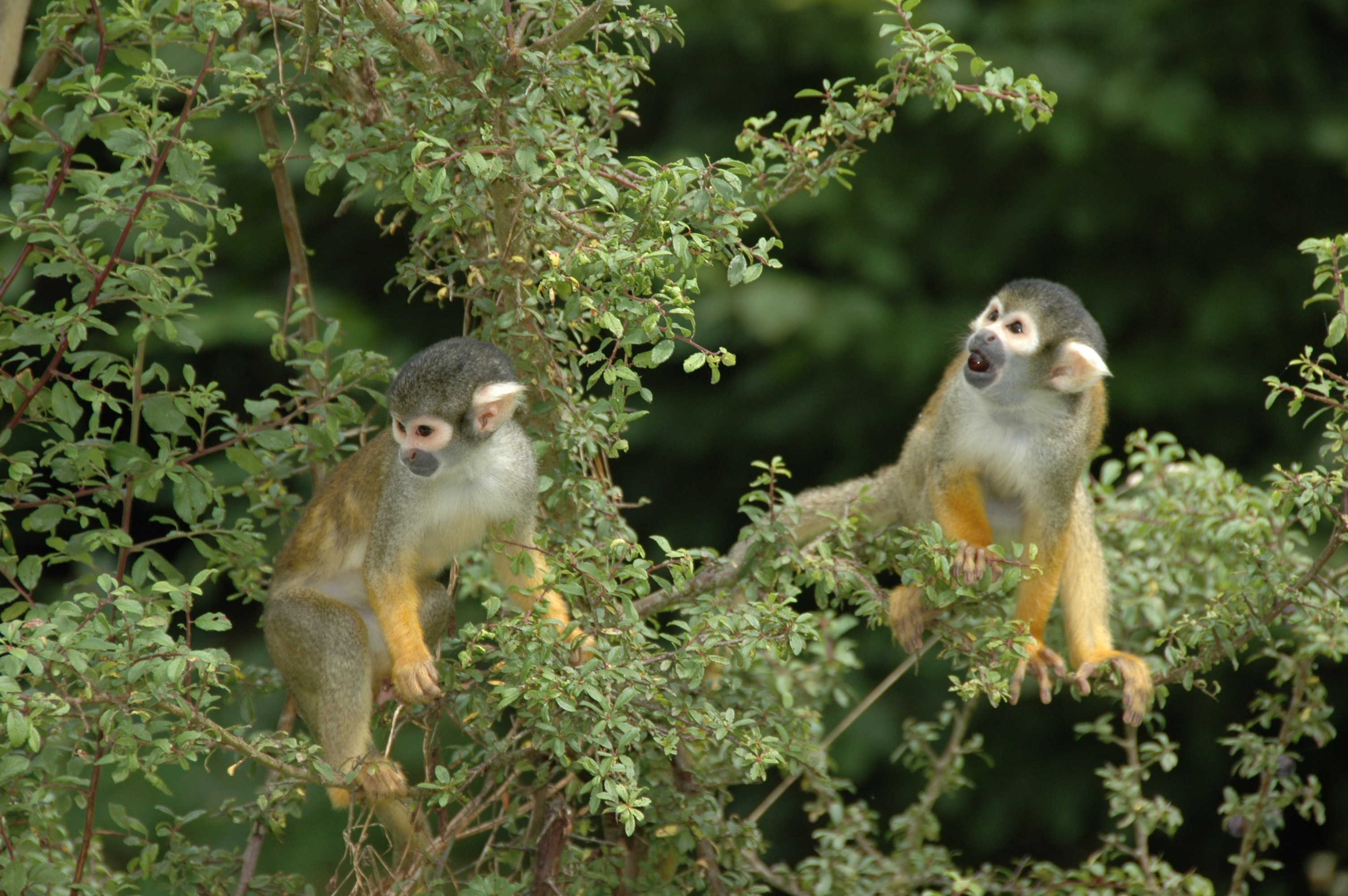
Saïmiri

Les Saïmiris (Saimiri), également appelés Singes-écureuils ou Sapajous, forment un genre qui regroupe cinq espèces de petits singes de la famille des Cebidae.

## Dénominations et étymologie
L'ensemble des saïmiris est appelé « singes-écureuils », même si ce terme se rapporte plus spécifiquement à la sous-espèce Saimiri sciureus sciureus.

## Description
Le saïmiri a une fourrure grise à vert olive avec des teintes noires et dorées. Sa petite tête ronde caractéristique présente un masque oculaire blanc et un museau noir parfois surnommé « tête de mort ». La longue queue verdâtre est noire sur sa moitié terminale et plus touffue à son extrémité : elle est préhensile chez les petits mais ne l’est plus à l’âge adulte. Le mâle diffère peu de la femelle sauf au niveau des dents, le mâle ayant des canines supérieures longues, effilées et sillonnées, séparées par un large diastème alors que celles des femelles sont plus courtes et séparées par un diastème étroit (le dimorphisme sexuel affecte aussi les canines inférieures et les prémolaires inférieures).
Svelte et gracile, actif et curieux, agile et malin, le saïmiri possède le plus gros cerveau pour un être vivant, proportionnellement à sa taille, et sa boîte crânienne est allongée (dolichocéphalie). À la naissance, du fait d’une période de gestation étendue, le petit pèse 17 % de son poids adulte et son développement cérébral est déjà bien avancé. Sa caractéristique de poids du cerveau / poids total en a fait un sujet d'expérience pour la conquête spatiale dans les années 1950.

## Écologie et comportement

### Vie sociale
Les saïmiris sont les plus grégaires des singes du Nouveau Monde. Ils évoluent en troupes de 30 à 70 membres, certaines incluant parfois plusieurs centaines individus. De nombreux éclaireurs facilitent le repérage des aliments. Les guetteurs détectent la présence des prédateurs (rapaces) et poussent des cris aigus en cas de danger imminent. Ces cris d'alarme servent également pour signaler l’intrusion d’une bande rivale sur le site d’alimentation.
Les saïmiris ont des contacts tactiles de courte durée (épouillage mutuel, salut en se reniflant, pelotonnage) qu’ils compensent par une communication vocale élaborée. Très bruyant, ce seraient les plus bavards des singes sud-américains. Vingt-six appels ont été répertoriés, répartis en six classes :
- gazouillis et caquètements en guise de cris de contact ;
- pépiements et couinements pour réclamer le contact ou pour exprimer la soumission et la frustration ;
- jappements, gloussements et piaulements comme cri d’alarme ;
- ronflements, grondements et crachements de menace ;
- gémissements, croassements et cris perçants en guise de protestation ;
- ronronnements et cris rauques durant l’accouplement.

Il n’existe pas d’appel territorial longue-distance et la fréquence des cris s’établit généralement autour de 12 kHz. L’appel principal (chuck call) consiste en une séquence bien ordonnée ressemblant à un piaulement initial suivi d’un jappement et terminé par une sorte de caquètement, il en existe plusieurs types et sous-types, il convoie des informations sur identité de l’émetteur et sur l’environnement lors de la recherche alimentaire.
Ces primates réalisent de véritables dialogues coordonnés et certaines femelles amies entretiennent des conversations privées. Au sein d’une même espèce, les vocalisations diffèrent d’une région à une autre et chaque population possède quelques appels « personnels ».

### Déplacements et alimentation
Les saïmiris se déplacent sur quatre pattes dans la canopée et se déplacent par bonds dans les strates inférieures. Ils urinent sur leurs pieds et leurs mains à la fois pour améliorer leur pouvoir accrochant et pour y déposer leur odeur.
Le groupe largement déployé inspecte feuille par feuille chaque arbre en quête d’arthropodes. Lors de la saison humide, ces insectivores sont suivis par divers oiseaux, notamment le Milan bidenté (Harpagus bidentatus) et les grimpars (famille des dendrocolaptidés), qui profitent du dérangement occasionné par la troupe pour gober les insectes qui s’envolent. Les dents fines des saïmiris et leurs intestins courts sont faits pour croquer et digérer les insectes et les petits fruits mûrs (figues). Le nectar constitue une nourriture d’appoint importante chez ces primates.

### Démonstration génitale
Pour réaffirmer sa supériorité, le saïmiri entrouvre la cuisse pour mettre en évidence son appareil génital. Cette démonstration génitale typique (ouverture latérale de la jambe, forte supination du pied avec abduction du gros orteil et érection pénienne ou clitoridienne), pratiquée par les deux sexes, fut utilisée d’abord dans un contexte sexuel, avant de devenir un signal social ritualisé intervenant dans diverses situations agonistiques et de dominance.
En exposant son pénis, le mâle supérieur impressionne visuellement un congénère. S’il se trouve près de lui, il peut poser la main sur le dos du dominé. Parfois, le dominant rapproche son pénis du subordonné et va jusqu’à uriner sur lui. En captivité, le saïmiri adopte une posture d’apaisement similaire à celle du chien, allongé sur le dos et cuisses ouvertes, les organes génitaux étant totalement exposés.
Selon la terminologie de Philip Hershkovitz, le saïmiri commun (S. sciureus) procède à une démonstration « ouverte » tandis que le saïmiri de Bolivie (S. boliviensis) s’adonne à une démonstration dite « fermée » dans laquelle il referme sa jambe autour de la tête de l’animal visé.
Chez le saïmiri de Bolivie, cette démonstration est assez souvent effectuée par un seul individu mâle, soit à l’adresse d’un mâle subordonné qui se soumet en se recroquevillant et en produisant parfois un gazouillis soit à l’adresse d’une femelle comme préliminaire à l’inspection des parties génitales (reniflement de la vulve afin de tester la réceptivité) mais elle peut aussi bien être réalisée par une femelle (qui dévoilera ainsi son clitoris érigé) ou par plusieurs individus à l’encontre de rivaux ou d’étrangers.

### Reproduction
Les saïmiris se reproduisent chaque année. Leur rythme reproductif est corrélé aux cycles des pluies, l’abondance des fruits correspondant souvent à la période des naissances. On pense qu’il est aussi lié au taux d’humidité et à la luminosité, car on assiste à des modifications comportementales lorsque ces animaux sont transportés dans l’hémisphère Nord.
La saison des amours s’étale sur trois mois et est suivie, six mois plus tard, par celle des naissances. Durant la période de reproduction, la spermatogenèse s’accentue et les mâles grossissent (jusqu’à 30 % de surpoids, stocké dans l’avant-train) avec un poids maximal atteint au moment des premières copulations. Le plus gros d’entre les gros devient le mâle alpha pour la saison des amours et, chez le saïmiri d’Amérique centrale (S. oerstedii), il s’octroie jusqu’à 70 % des copulations avec les femelles en chaleur, quasi-monopole acquis grâce à la déférence des mâles subordonnés (qui lui sont apparentés) mais aussi par le choix des femelles elles-mêmes.
Les jeunes saïmiris peuvent passer jusqu’à 30 % de leur temps hors des bras de leur mère durant les six premiers mois de leur existence. Dès les deux premières semaines, toutes les femelles (juvéniles d’après Dumond) du groupe maternent le nouveau-né. En captivité, d’après Lawrence Williams qui a étudié le saïmiri de Bolivie (S. boliviensis) en laboratoire, la moitié sont des jeunes femelles adultes de 4-6 ans, celles de 7-9 ans ne représentant que 20 % environ. Les femelles ayant perdu leur enfant représentent la grande majorité des nurses.
Cette occupation assez peu importante des mères pour leur progéniture s'explique par la durée importante de gestation (5 à 6 mois) pour une espèce aussi petite. Le saïmiri nouveau-né naît déjà bien développé et ce raccourcissement de l’enfance correspond à une stratégie anti-prédateur. À trois mois, les jeunes peuvent déjà capturer des proies mobiles et à seize semaines ils sont déjà sevrés. La mère ne fait qu’accélérer et encourager leur émancipation en limitant ses soins.
Les jeunes femelles à l'âge adulte, c'est-à-dire vers 3-4 ans, restent dans la colonie et donc ne connaissent qu'un mode de vie grégaire ; les jeunes mâles à l'âge adulte, c'est-à-dire vers 5 ans, quittent la colonie et connaissent pendant un temps un mode de vie solitaire avant de se joindre à une nouvelle troupe.

## Distribution et habitat
Les saïmiris se rencontrent en Amérique centrale et en Amérique du Sud. On les trouve essentiellement dans les forêts pluviales de plaine, secondaires plutôt que primaires, mais ils fréquentent aussi les forêts-galeries le long des cours d’eau, les mangroves et les villages. D’après Boinski, les saïmiris sont les singes néotropicaux les plus « flexibles » eu égard à l’habitat. Ils peuvent abonder tout le long de l’année dans la Varzea, envahissant saisonnièrement la terra firme, à la différence des capucins et sapajous qui occupent de façon inverse ces deux types forestiers.

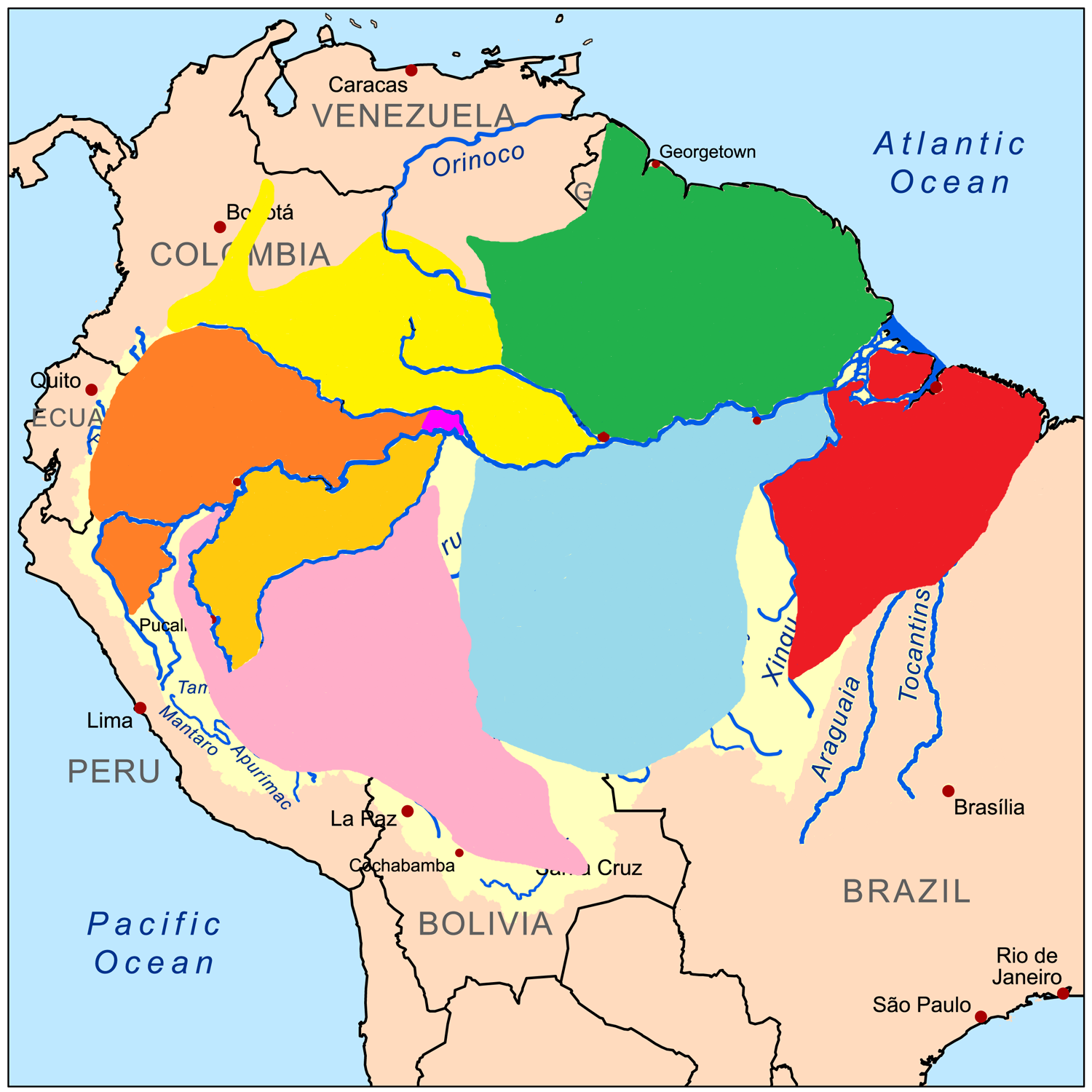
Vert : singe-écureuil commun (Saimiri sciureus) ; Rouge : singe-écureuil de Collins (Saimiri collinsi) ; Bleu-clair : singe-écureuil brésilien (ou cinabre) (Saimiri ustus) ; Rose-clair : singe-écureuil de Bolivie (Saimiri boliviensis) ; Orange : singe-écureuil de l’Équateur (Saimiri macrodon) ; Jaune : singe-écureuil colombien (ou de Humboldt) (Saimiri cassiquiarensis) ; Violet : singe-écureuil ou saïmiri à tête noire (Saimiri vanzolinii).

## Taxinomie et classification
On connaît une seule espèce fossile apparentée, Neosaimiri fieldsi, du Miocène moyen, clairement rattachable aux saïmiris modernes.
Le primatologue Philip Hershkovitz a réparti les saïmiris en deux groupes en fonction de la forme de l’arc créé par la zone de poils blancs et de peau dépigmentée autour des yeux : dans le type « roman » (saïmiri de Bolivie), le masque pâle est continûment arrondi et des poils sombres reviennent vers le dessous des yeux, tandis que dans le type « gothique » (les autres espèces), un triangle allongé de poils noirs issu de front partage le masque clair juste au-dessus des yeux.
Toutefois, cette distinction ne reflète pas la réalité de l'histoire évolutive des saïmiris, et les taxonomistes distinguent aujourd’hui cinq espèces : le saïmiri commun (S. sciureus), le saïmiri à dos doré (S. ustus), le saïmiri noir (S. vanzolinii), la saïmiri de Bolivie (S. boliviensis) et le saïmiri d’Amérique centrale (S. oerstedii). Certains n’en reconnaissent que quatre (selon Boinski) voire seulement deux (selon Costello).
Des analyses génétiques (ADN) révèlent l’existence d’au moins trois espèces certaines : le saïmiri commun, le saïmiri de Bolivie et le saïmiri d’Amérique centrale. L’étude de leurs mœurs dans la nature, comme celle effectuée par Sue Boinski de l’Université floridienne de Gainesville, vient appuyer cette différenciation.

### Liste des espèces et sous-espèces
Selon la troisième édition de Mammal Species of the World de 2005 :
- Saimiri sciureus (Linnaeus, 1758)  — Singe-écureuil commun[2]
  - sous-espèce Saimiri sciureus sciureus
  - sous-espèce Saimiri sciureus albigena
  - sous-espèce Saimiri sciureus cassiquiarensis  — Singe-écureuil colombien[1] , Singe-écureuil de Humboldt
  - sous-espèce Saimiri sciureus macrodon  — Singe-écureuil de l’Équateur
- Saimiri boliviensis (I. Geoffroy Saint-Hilaire & Blainville, 1834) — Singe-écureuil de Bolivie[2]
  - sous-espèce Saimiri boliviensis boliviensis  — Singe-écureuil bolivien[1]
  - sous-espèce Saimiri boliviensis peruviensis  — Singe-écureuil péruvien[1]
- Saimiri ustus (I. Geoffroy Saint-Hilaire, 1843)  — Singe-écureuil brésilien[1], Singe-écureuil cinabre[2]
- Saimiri oerstedii (Reinhardt, 1872) — Saïmiri d'Amérique centrale[1], Singe-écureuil à dos rouge[2]
  - sous-espèce Saimiri oerstedii citrinellus
  - sous-espèce Saimiri oerstedii oerstedii
- Saimiri vanzolinii Ayres, 1985 — Saïmiri noir[réf. nécessaire], Saïmiri à tête noire

- Certains ajoutent la sous-espèce Saimiri Collinsi — Singe-écureuil de Collins